# ÖFB-Cup 1972-1973
La ÖFB-Cup 1972-1973 è stata la 39ª edizione della coppa nazionale di calcio austriaca.

## Ottavi di finale
| Squadra 1            | Risultato       | Squadra 2          |
| -------------------- | --------------- | ------------------ |
| 1º novembre 1972     |                 |                    |
| Admira Wr. Neustadt  | ? - ? (3-5 dtr) | SSW Innsbruck      |
| First Vienna         | 3 - 2           | Dornbirn           |
| 22 novembre 1972     |                 |                    |
| Eisenstadt           | 3 - 1           | Austria Klagenfurt |
| 8 dicembre 1972      |                 |                    |
| Donawitzer SV Alpine | 0 - 1           | Austria Vienna     |
| Austria Salisburgo   | 2 - 3           | Rapid Vienna       |
| LASK                 | 5 - 2           | Wels               |
| VÖEST Linz           | 1 - 0           | Grazer AK          |
| 10 dicembre 1972     |                 |                    |
| Wiener SC            | 2 - 1           | Admira/Wacker      |

## Quarti di finale
| Squadra 1      | Risultato | Squadra 2      |
| -------------- | --------- | -------------- |
| 3 marzo 1973   |           |                |
| LASK           | 2 - 1     | VÖEST Linz     |
| Eisenstadt     | 2 - 2     | SSW Innsbruck  |
| 7 marzo 1973   |           |                |
| Wiener SC      | 1 - 1     | Austria Vienna |
| 10 marzo 1973  |           |                |
| Rapid Vienna   | 5 - 2     | First Vienna   |
| VÖEST Linz     | 2 - 0     | LASK           |
| 11 marzo 1973  |           |                |
| Austria Vienna | 1 - 2     | Wiener SC      |
| 13 marzo 1973  |           |                |
| First Vienna   | 0 - 3     | Rapid Vienna   |
| 3 aprile 1973  |           |                |
| SSW Innsbruck  | 5 - 2     | Eisenstadt     |

## Semifinale
| Squadra 1      | Risultato | Squadra 2     |
| -------------- | --------- | ------------- |
| 18 aprile 1973 |           |               |
| VÖEST Linz     | 1 - 1     | SSW Innsbruck |
| Wiener SC      | 2 - 2     | Rapid Vienna  |
| 9 maggio 1973  |           |               |
| SSW Innsbruck  | 3 - 0     | VÖEST Linz    |
| Rapid Vienna   | 6 - 3     | Wiener SC     |

## Finale
| Squadra 1      | Risultato | Squadra 2     |
| -------------- | --------- | ------------- |
| 27 maggio 1973 |           |               |
| SSW Innsbruck  | 1 - 0     | Rapid Vienna  |
| 2 giugno 1973  |           |               |
| Rapid Vienna   | 2 - 1     | SSW Innsbruck |